# Pärna (Viru-Nigula)
Pärna (Duits: Perna) is een plaats in de Estlandse gemeente Viru-Nigula, provincie Lääne-Virumaa. De plaats heeft de status van dorp (Estisch: küla).

## Bevolking
Het aantal inwoners schommelt rond de 4, zoals blijkt uit het volgende staatje:
| Jaar            | 2011 | 2018 | 2019 | 2020 | 2021 |
| --------------- | ---- | ---- | ---- | ---- | ---- |
| Aantal inwoners | 5    | < 4  | < 4  | 4    | < 4  |

## Geografie
De plaats ligt 9,5 km ten oosten van Kunda, de hoofdstad van de gemeente. Op het grondgebied van Pärna komt de beek Kongla oja uit op de rivier Pada. Een deel van het dorp valt onder het natuurreservaat Mahu-Rannametsa looduskaitseala (4,1 km²).
Bij Pärna ligt Koumardi hiis, een voormalige offerplaats, die bestaat uit een groep zomereiken.

## Geschiedenis
Pärna werd in 1548 voor het eerst genoemd als die beiden Mühlen zu Porn (‘de beide molens bij Porn’), een tweetal watermolens op het landgoed van Waschel (Vasta). In 1557 werden ze ‘oberste und unterste Porne Mühle’ (‘bovenste en onderste molen van Porn’) genoemd, in 1591 Perno en in 1796 Mühle Perna. Porn of Perna gaat waarschijnlijk terug op een eigennaam. De watermolens zijn niet bewaard gebleven. Het is niet bekend wanneer precies het dorp ontstaan is.
In 1977 werd Pärna bij het buurdorp Unukse gevoegd, net als de dorpen Sooküla en Orgu. In 1997 werd Pärna weer een zelfstandig dorp. Het voormalige dorp Sooküla kwam nu op het grondgebied van Pärna te liggen, terwijl Orgu werd opgedeeld tussen Pärna en Unukse.